# Imgur
Imgur（/ˈɪmədʒər/，發音近似“image-er”）是一個网络相册網站，2009年創立，主要提供免費的图床服务，現今每日用戶達數百萬。

## 歷史
2009年2月，艾倫·沙夫於美國俄亥俄州阿森斯創立Imgur，當時實際只是艾倫·沙夫在俄亥俄大學計算機科學課的一個邊緣計劃。最初設計人的計劃是將它送給Reddit，后来該網站迅速出名，頭五個月日點擊量就達到了一百萬。這可能要歸功於Reddit等關聯網站的影響力。
最初網站只靠捐款維護，後來在5月加上了廣告，2013年引入了自助式廣告。因為規模不斷擴大，第一年Imgur就換了三個伺服器供應商，後來分别由Voxel和Amazon Web Services（2011年末開始）提供服務。
2011年1月，公司總部從俄亥俄州搬到加州舊金山。2014年4月，該網站從安德森·霍羅維茲創投處獲得四千萬美元的資助，同時後者也進入了Imgur的董事會。而Reddit也在持續投入資金。

## 部分國家和地區的限制
据GreatFire统计及部分用户报告，他们无法使用中国IP访问Imgur，这主要是因为被防火長城封锁。另外，Imgur自身也对中国大陆、香港的用户进行一定程度的限制：这些地区的用户必须注册帐户后，才能上传内容；2025年起，台灣IP遭無預警封鎖，導致大量使用者無法上傳圖片。而其它大部分地区可直接上传内容。